# Dublugânditul
Dublugânditul (în versiunea originală Doublethink) este un termen din nouvorbă inventat de George Orwell în romanul său distopic O mie nouă sute optzeci și patru, indicând o capacitate de acceptare, în mod simultan, a două puncte de vedere opuse, anihilându-se astfel orice spirit critic. Este și o ruptură cu „principiul necontradicției” ( Est, est, non, non ), pe care se bazează orice știință demonstrabilă.
După cum explică Orwell în cartea sa, Partidul era incapabil să păstreze un sechestru absolut al puterii fără să degradeze populația și fără să o supună unei propagande permanente. Or, înfăptuirea acestor brutalități și a acestor manipulări, cunoscute chiar în sânul Partidului, ar fi putut conduce la autonăruirea statului. De aceea, guvernul imaginat de Orwell utiliza un „control complex al realității”. Deși romanul O mie nouă sute optzeci și patru este cel mai bine cunoscut prin descrierile sale de control detaliat al vieții de zi cu zi, controlul realității semnificând și că oamenii trebuiau să fie controlați și manipulați prin limbajul de zi cu zi și printr-o gândire comună. Astfel, nouvorba era desemnată drept o metodă de control al minții prin limbaj, iar dublugânditul era o metodă de control direct al minții.
Însăși nouvorba încarnează dublugânditul, întrucât ea conține cuvinte care creează presupuse asocieri între semnificații diferite. Este îndeosebi adevărat când este vorba de cuvinte de importanță fundamentală ca: « bine » / « rău », « corect » / « fals », « adevăr » / « minciună », sau « dreptate » / « nedreptate ».
Dublugânditul este o formă de orbire dobândită și voluntară față de contradicțiile conținute într-un sistem de gândire. În cazul lui Winston Smith, personajul principal al romanului lui Orwell, problema era că el era incapabil să lucreze la Ministerul Adevărului (Miniver / Adevmin), unde trebuia să șteargă faptele deranjante (pentru Partid) din arhivele publice și apoi să adere la noile adevăruri pe care le scrisese chiar el.
În plus, automanipularea în care constă dublugânditul permite Partidului să promoveze enorme obiective alături de așteptări realiste: „Dacă trebuie să guvernăm, dacă trebuie să continuăm să guvernăm, trebuie să fim în măsură să distrugem orice sens al realității. Întrucât secretul guvernării este combinarea credinței în propria infailibilitate cu puterea învățării din greșelile trecutului”. Prin urmare, fiecare membru de partid devine un pion naiv, dar nu din lipsă de informații. Partidul este în același timp fanatic și bine informat, nu numai la prevenirea „fosilăzării”, dar și la prevenirea „ramolirii”, prin urmare a colapsului. Sintagma „Kill The Messenger”, care a tulburat conducerea militară nazistă (și mai târziu cea din Irak) nu și-ar găsi locul într-un astfel de sistem. Dublugânditul funcționează ca un instrument-cheie pentru autodisciplina din partid, și față de disciplina impusă de către stat, prin propagandă și statul polițienesc. Aceste instrumente, împreună, pot ascunde relele intenții ale guvernului față de popor cât și ale guvernului față de el însuși, dar fără să provoace confuzii și dezinformări care caracterizează regimurile totalitare mai primitive.